# Meistaraflokkur 1949
La Meistaraflokkur 1949 fu la 38ª edizione del campionato di calcio islandese concluso con la vittoria del KR al suo dodicesimo titolo.

## Formula
Il numero di squadre partecipanti passò da quattro a cinque che si affrontarono in un turno di sola andata per un totale di quattro partite.

## Squadre partecipanti
| Club     | Città     | Posizione 1948     |
| -------- | --------- | ------------------ |
| Fram     | Reykjavík | 4°                 |
| KR       | Reykjavík | Campione d'Islanda |
| Valur    | Reykjavík | 3°                 |
| Víkingur | Reykjavík | 2°                 |
| ÍA       | Akranes   | non partecipante   |

Tutti gli incontri si disputarono allo stadio Melavöllur, impianto situato nella capitale.

## Classifica finale
|  | Pos. | Squadra  | Pt | G | V | N | P | GF | GS | DR |
|  | ---- | -------- | -- | - | - | - | - | -- | -- | -- |
|  | 1.   | KR       | 5  | 4 | 1 | 3 | 0 | 10 | 8  | +2 |
|  | 2.   | Fram     | 5  | 4 | 2 | 1 | 1 | 12 | 9  | +3 |
|  | 3.   | Valur    | 4  | 4 | 1 | 2 | 1 | 6  | 6  | +0 |
|  | 4.   | Víkingur | 4  | 4 | 2 | 0 | 2 | 7  | 8  | -1 |
|  | 5.   | ÍA       | 2  | 4 | 0 | 2 | 2 | 5  | 9  | -4 |

Legenda:

      Ammesso allo spareggio
Note:

Due punti a vittoria, uno a pareggio, zero a sconfitta.

### Spareggio scudetto
KR e Fram conclusero il campionato a pari punti e disputarono uno spareggio per aggiudicarsi il titolo.
| Reykjavík | KR | 2 – 1 | Fram | Melavöllur |

### Verdetti
- KR Campione d'Islanda 1949.